# Ivo Loos
Ivo Loos (18. července 1934 Praha – 15. dubna 2009 Praha) byl český architekt a fotograf.

## Život
Vystudoval fakultu architektury a pozemního stavitelství Českého vysokého učení technického v Praze. V 60. letech se podílel na návrzích interiérů, v roce 1968 zvítězil spolu s Jindřichem Malátkem v soutěži o nejlepší realizaci koncertní síně na pražském náměstí Republiky, která nebyla realizována. Podílel se také na realizaci Palachova náhrobku (zničen státní bezpečností po několika měsících). V 70. letech se jako architekt Stavoprojektu podílel na realizaci brutalistního Transgasu a dostavbě budov pražského Národního divadla jako zaměstnanec SÚRPMO. V roce 1989 spolupracoval na realizaci Ski centra v Harrachově. V mládí se začal věnovat též černobílé fotografii, ale skoro nevystavoval. Fotografoval na formát 6 × 6 cm různé série běžných lidí. Své fotografické angažmá ukončil v roce 1975(8).

## Galerie

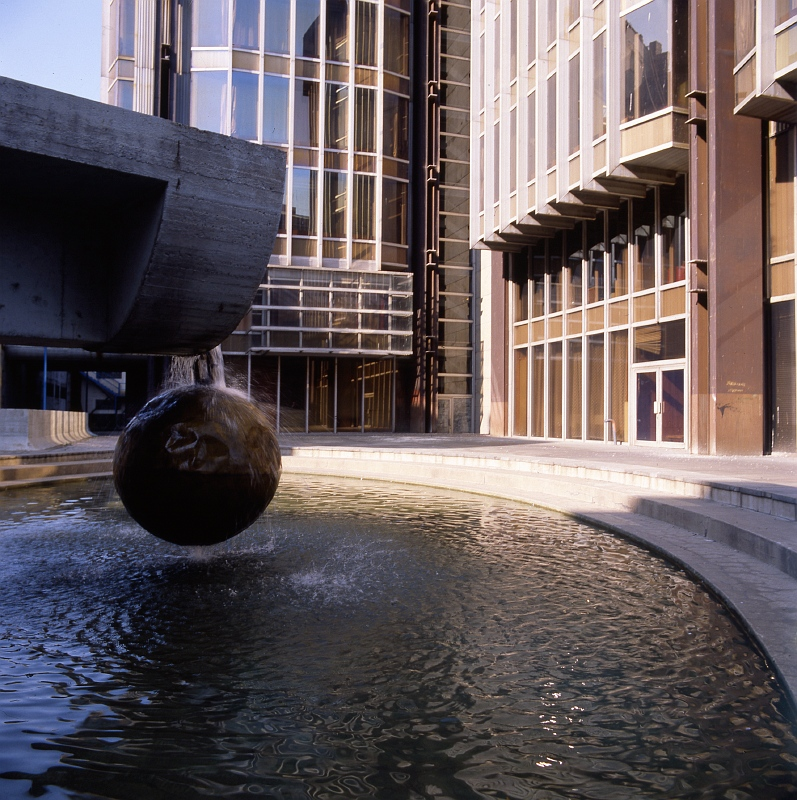
Kašna v areálu Transgasu s dominantní koulí zavěšenou na kovaném řetězu od Ivo Loose